# Schmuckmuseum Pforzheim

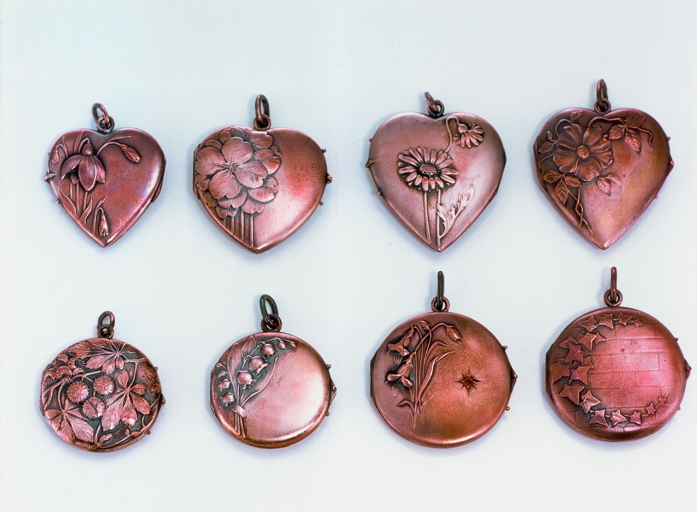
Jugendstil-medaillons geproduceerd door Victor Mayer

Het Schmuckmuseum Pforzheim is een museum gespecialiseerd in sieraden en horloges in Pforzheim in Duitsland.

## Het gebouw
Het museum is ondergebracht in het Reuchlinhaus dat gebouwd werd tussen 1957 en 1961, ontworpen door de architect Manfred Lehmbruck. Het Reuchlinhaus geldt als een hoogtepunt van naoorlogse architectuur en bood oorspronkelijk onderdak aan een bibliotheek, een archief, een archeologische tentoonstelling, de plaatselijke kunstenaarsvereniging en het Schmuckmuseum. Sinds 2002 huisvest het gebouw alleen nog het Schmuckmuseum en de kunstenaarsvereniging.

## De collectie
Het museum bezit voorbeelden van romeins-etruskische kostbaarheden naast juwelen uit de renaissance en de jugendstil en geldt als het enige museum ter wereld dat geheel gewijd is aan sieraden. De collectie omvat ook etnografische sieraden en een verzameling zakhorloges. Een speciale afdeling belicht de geschiedenis van Pforzheim als centrum van edelsmeedkunst en uurwerkmakerij. Jaarlijks vinden er vier tijdelijke tentoonstellingen plaats.
Het museum heeft ook een uitgebreide collectie van werken van eigentijdse sieraadontwerpers en edelsmeden waaronder Charles Robert Ashbee, Gijs Bakker, Iris Bodemer, René Boivin, Claus Bury, Peter Chang, Wilhelm Lukas von Cranach, Paul Derrez, Georges Fouquet, Warwick Freeman, Lucien Gaillard, Lépold Gautrait, Therese Hilbert, Otto Künzli, René Lalique, Emmy van Leersum, Bruno Martinazzi, Francesco Pavan, Sigurd Persson, Katja Prins, Reinhold Reiling, Anneke Schat, Robert Smit, Bettina Speckner, Terhi Tolvanen, Elisabeth Treskow, Georges le Turcq, Klaus Ullrich en Louis Werner.
De taken van het museum worden ondersteund door een internationale vriendenkring (ISSP) die onder andere elk jaar een prijsuitreiking organiseert en nieuw werk van de winnaar aankoopt voor de collectie van het museum.

## Tentoonstellingen (selectie)
- 2013 - Kleine Dinge. Hundertundein Ring
- 2013 - Schöne Aussichten? Landschaft im Schmuck
- 2014 - Höllenhund und Liebestaube, Tiermythen im Schmuck
- 2014 - Schmuck van Bettina Speckner und Daniel Spoerri

## Uit de collectie

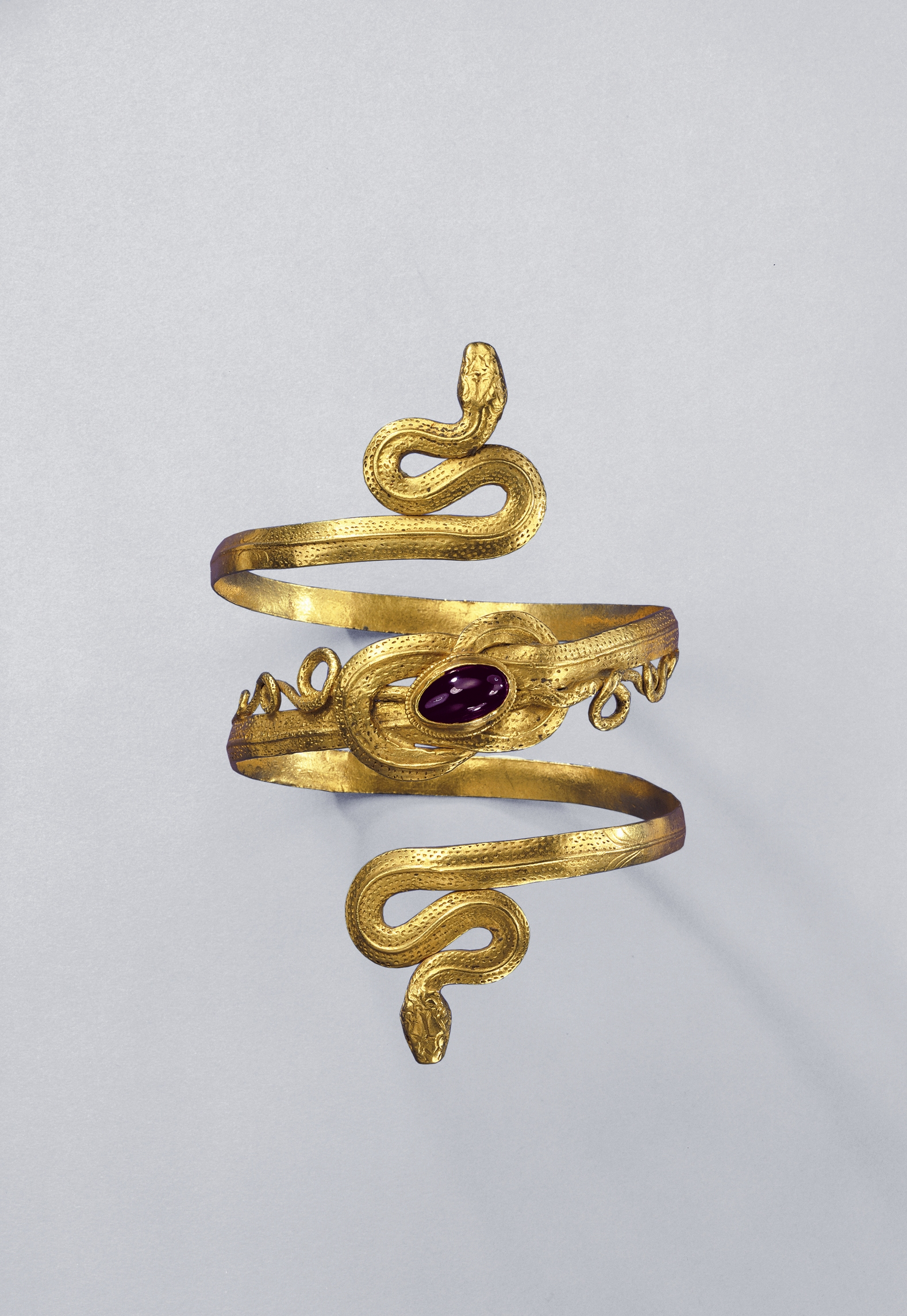
Grieks-Hellenistische slangenarmband
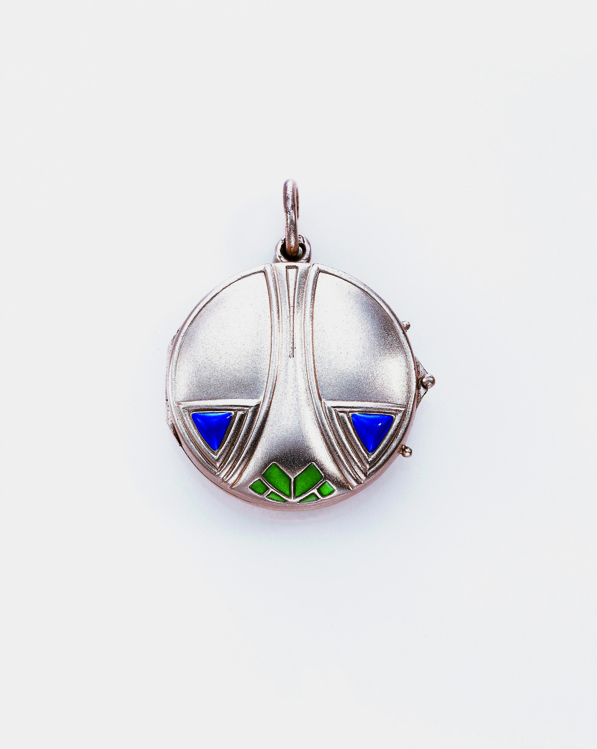
Medaillon rond 1905 ontworpen door Georg Kleemann
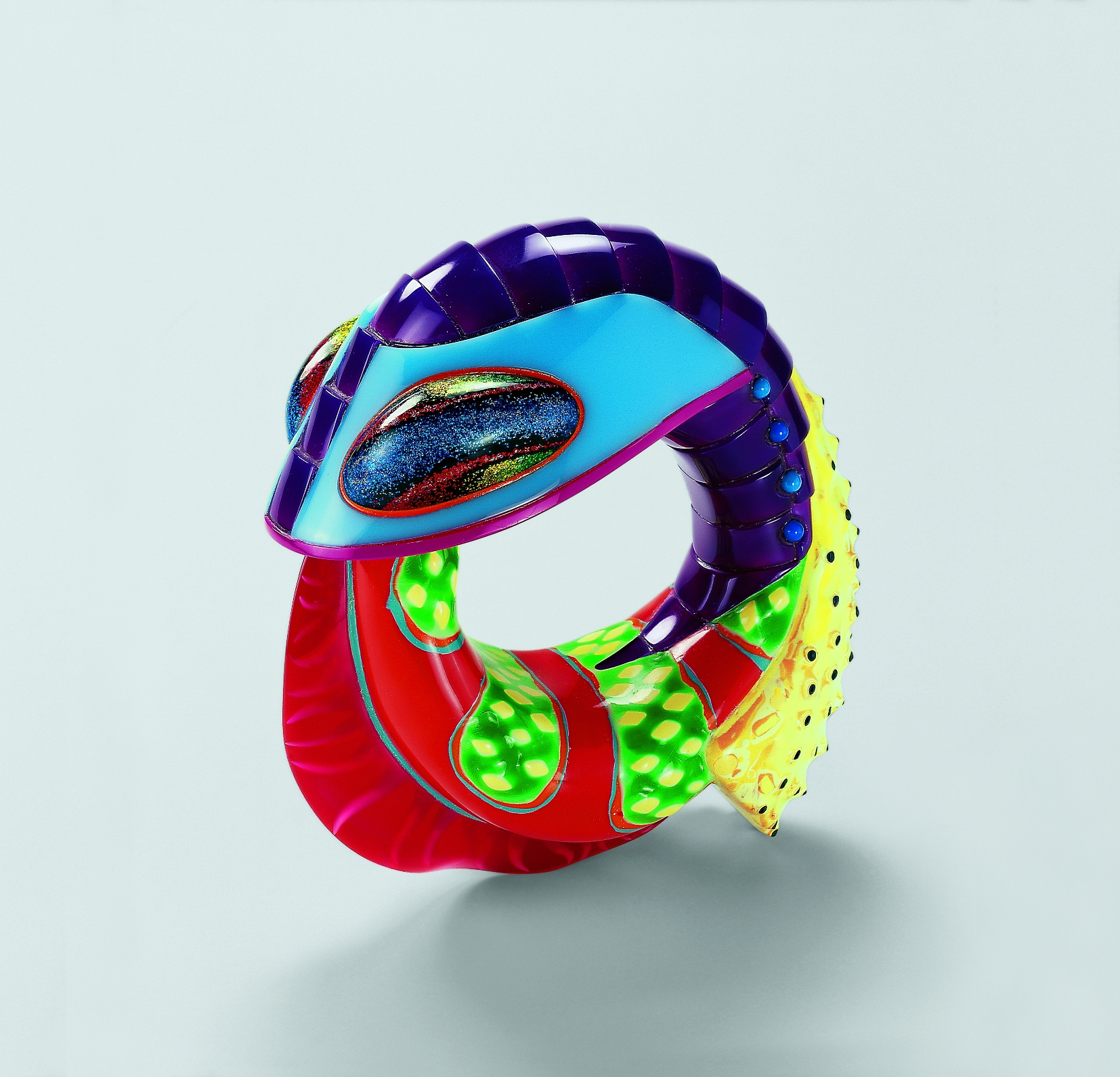
Armband van Peter Chang uit 1998